# 梅萨藤
梅萨藤(May Sarton , 1912-1995) 是美國20世紀知名女性作家，美國文理科學院院士，被稱為人類精神探索者，创作了二十多本小说、二十五本诗集和日记。
1912年5月3日出生在比利时沃德尔哥摩1916年随父母到美国。1929年畢業於劍橋拉丁高中，17岁时系列十四行诗发表在著名的《诗刊》上19岁时游学欧洲巴黎，50年代，梅萨藤的父母先后去世，她從马萨诸塞州移居新罕布什尔州的纳尔逊，之後將過程寫出《种梦根深》（Plant Dreaming Deep）一書，同時期與朱迪結婚，共同生活15年。
1973年起選擇獨居寫作，其著名作品都是以獨居和探索自己心靈活動為主題。其名言“一个人必须足够强大才能承认自己的需要，才能成为一个完整的人。”她反對傳教活動，於晚期《海边小屋》一書中藉評價一位牧師朋友的來訪表示不解為何有些教徒總想要去改變別人，自己認識的真正宗教家(一位修女)在黑人區做了許多救濟工作卻從不談宗教，只追求自我實現，認為傳教是一種藉著友誼橋樑對朋友施加精神壓力。

## 著名作品
- 《祖父的出生》（1957）
- 《小屋》（1961）
- 《斯蒂文斯夫人听到美人鱼在歌唱》（1965）
- 《爱之种种》（1970）
- 《今日留恋》（1973）
- 《独居日记》
- 《海边小屋》
- 《过去的痛》
- 《梦里晴空》